# Galaxy Express 999 (manga)
Pour les articles homonymes, voir Galaxy Express 999.
Galaxy Express 999 (銀河鉄道９９９, Ginga Tetsudō Surī Nain) est un manga de Leiji Matsumoto, publié par Shogakukan au Japon de 1977 à 1981. L'auteur a repris sa série en 1996 à un rythme irrégulier. Il est édité en France par Kana à partir de 2004.

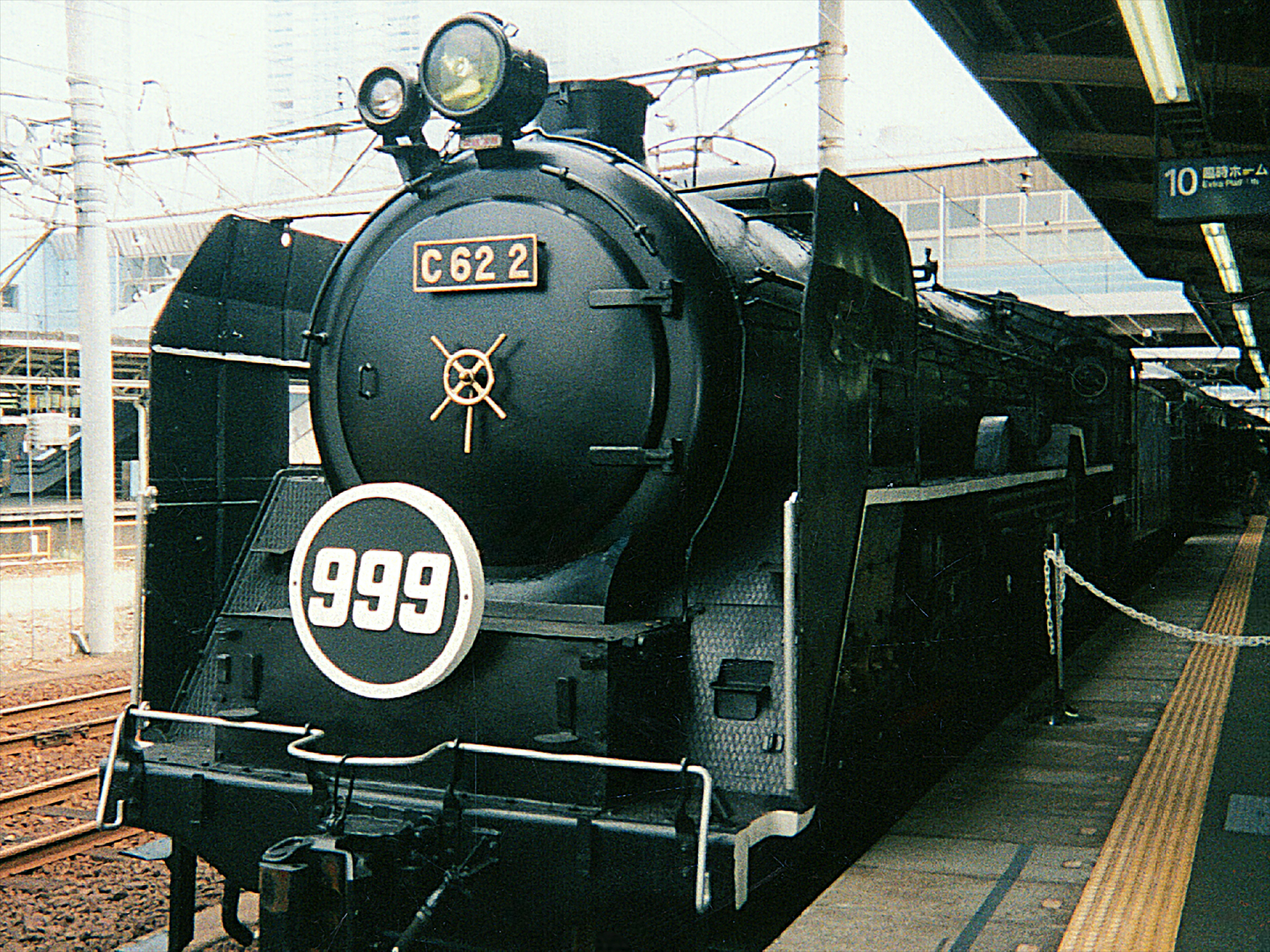
Japanese National Railways Locomotive à vapeur C62

La série remporte le Prix Shōgakukan dans la catégorie Shōnen en 1978 avec Senjo Manga Series du même auteur.

## Synopsis

### Premier voyage
Le premier cycle est publié de 1977 à 1981, volumes 1 à 14.

Tetsurō Hoshino est un jeune terrien qui voit sa mère se faire assassiner devant ses yeux par un androïde. N'ayant plus rien qui le retient, il décide de partir vers une planète où les corps d'androïdes sont gratuits. Le seul moyen de parvenir à ses fins, c'est d'embarquer sur le Galaxy Express pour atteindre Andromède. Mais le billet coûte cher. C'est alors qu'il rencontre Maetel qui lui offre un billet pour l'espace à bord du train. Maetel est une jeune femme très mystérieuse. Leur voyage va les amener sur des planètes toutes aussi étranges les unes que les autres, parfois très différentes de la Terre, chaque arrêt sur l'une d'elles étant l'occasion pour Tetsoro d'avoir une réflexion sur l'être humain, ses actions et l'immortalité. Au cours de leurs voyages, Tetsuro et Maetel rencontreront, entre autres, Emeraldas et Albator.

### Second voyage
Le second cycle est publié de 1996 à 1998, volumes 15 à 21.

Maetel fait escale sur Terre à bord du Galaxy Express 999. Elle est là pour venir chercher Tetsurō. Cela fait un an qu'il est revenu sur Terre de son périple à bord du 999. Maetel retrouve Tetsuro enfermé et enchaîné chez lui dans les bas-fonds de Megalopolis. Maetel le libère et lui propose de l'accompagner dans un nouveau voyage vers la planète Eternal qui le conduira vers sa destinée. À bord du 999, il retrouve le contrôleur mais aussi Claire, au corps de verre, qui a été reconstituée et il fait la connaissance de Canon, la conductrice du 999. Alors qu'ils viennent de quitter le système solaire, celui-ci est détruit par Dark Queen. Tetsuro devra affronter ce nouvel ennemi défendu par les metanoïdes. Il sera aidé dans sa tâche par Albator, l'esprit de Toshiro qui vit au cœur de l'Arcadia et d'Emeraldas, la sœur de Maetel.

## Personnages
- Tetsurô Hoshino
- Maetel
- Le Comte Mécanique
- Le Contrôleur
- Flamé
- Zéronimo
- Claire
- Shadow
- Le Chevalier Noir
- Beethoven
- Adachi
- Yutaka Moriki
- Shôsetsu Yoi
- Miru
- Lélan
- Luz
- Subari
- Nootale
- Maetel (de boue)
- Freia
- Emeraldas
- Hanako
- Yuki
- Bojin
- Kurô Maria
- Rasen
- Der Mukade
- Kasumi
- Tetsugorô
- Female
- Prider
- La Walkyrie
- Kira
- Nami
- Zeda
- Iroze
- Manabu Sunayama
- Guisol
- Laydé
- Yayoi
- Hérong
- Dailoose
- Kûflame
- Reluz
- Albator
- La Femme des Neiges
- Yaya Ball
- Flying Croc
- Nékoa
- Quizaluna

## Vaisseaux
- Galaxy Express 776 : Ce vaisseau prend le départ juste avant le 999. On le retrouvera plus tard dans le fond de la gravité occupé par des cadavres.
- Galaxy Express 999 : C'est le train spatial à bord duquel voyagent Tetsuro et Maetel.
- Queen Emeraldas : Le vaisseau d'Emeraldas, la femme pirate.
- Arcadia : Le vaisseau d'Albator, le pirate.

## Publication
Ginga Tetsudô 999 (littéralement "Le Chemin de fer de la galaxie") est publié dès 1977 dans le magazine Shônen King. Ce manga s'inspire d'un roman de Kenji Miyazawa, Train de nuit dans la Voie lactée (Ginga Tetsudō no Yoru), entre autres pour l'ambiance. Dès 1978, le manga est adapté en une série animée qui comptera 113 épisodes et 3 films et qui sera diffusée partiellement en France sur TF1 en 1988.

## Édition
Le manga est publié de 1977 à 1981. En 1996, Matsumoto entreprendra une nouvelle série qui suit Galaxy Express 999 et qui est encore inachevée.
1. Galaxy Express 999 : Tome 1 : La Ballade du départ (25 septembre 2004)
2. Galaxy Express 999 : Tome 2 : La Reine de la planète préhistorique (20 novembre 2004)
3. Galaxy Express 999 : Tome 3 : La Planète cuirassée (21 janvier 2005)
4. Galaxy Express 999 : Tome 4 : Lalla et la planète double (4 mars 2005)
5. Galaxy Express 999 : Tome 5 : La Terre promise du silence (20 mai 2005)
6. Galaxy Express 999 : Tome 6 : La Sorcière de Plated City (1er juillet 2005)
7. Galaxy Express 999 : Tome 7 : La Chevauchée spatiale des Walkyries (2 septembre 2005)
8. Galaxy Express 999 : Tome 8 : Artémis et la mer transparente (18 novembre 2005)
9. Galaxy Express 999 : Tome 9 (20 janvier 2006)
10. Galaxy Express 999 : Tome 10 (3 mars 2006)
11. Galaxy Express 999 : Tome 11 (19 mai 2006)
12. Galaxy Express 999 : Tome 12 (7 juillet 2006)
13. Galaxy Express 999 : Tome 13 (22 septembre 2006)
14. Galaxy Express 999 : Tome 14 (3 novembre 2006)
15. Galaxy Express 999 : Tome 15 (12 janvier 2007)
16. Galaxy Express 999 : Tome 16 (16 mars 2007)
17. Galaxy Express 999 : Tome 17 (18 mai 2007)
18. Galaxy Express 999 : Tome 18 (6 juillet 2007)
19. Galaxy Express 999 : Tome 19 (7 septembre 2007)
20. Galaxy Express 999 : Tome 20 (2 novembre 2007)
21. Galaxy Express 999 : Tome 21 (11 janvier 2008)

## Résumés des chapitres du premier voyage

### 1. La Ballade du départ

#### 1erarrêt: La Ballade du départ
Le Galaxy Express 776 arrive en orbite terrestre. Sa destination : la gare de Tokyo Mégalopolis. Sur Terre, Tetsuro et sa mère assistent à son atterrissage. La maman de Tetsuro lui explique qu'il vient d'Andromède puis lui vante les mérites d'un corps robotisé. Mais un corps robotisé est cher et ils sont pauvres. Cette quiétude est interrompue par des chasseurs androïdes menés par le Comte Mécanique qui abat la mère de Tetsuro. Celle-ci supplie son fils de fuir. Tetsuro s'enfuit et s'écroule dans la neige.
Il se réveille au chaud. Une jeune fille, Maetel, l'a recueilli. Elle lui offre un billet à bord du Galaxy Express pour Andromède. Il pourra ainsi faire le voyage vers la planète ou l'on peut avoir des corps robotisés gratuits. Il prend ensuite une arme de Maetel et se rend chez le Comte Mécanique. Dans son manoir, le comte admire avec ses semblables son nouveau trophée : le corps empaillé de la mère de Tetsuro. Fou de colère, le jeune garçon abat tous les androïdes puis met le feu au manoir. Maetel l'attend dehors. Ils partent pour la capitale.
À la capitale, Tetsuro se fait voler leur billet dans leur chambre. Maetel et lui parcourent les bas-fonds et retrouvent le billet volé par un robot. De retour à l'hôtel, Tetsuro entend Maetel discuter dans la salle de bain avec quelqu'un qui semble être son supérieur. Mais lorsqu'il pénètre dans la salle de bain, Maetel est seule sous la douche. Tetsuro trouve cette jeune fille très étrange.
Le lendemain matin, les deux jeunes gens se rendent à la Gare Centrale de Mégalopolis et embarquent sur le Galaxy Express 999, un vaisseau qui ressemble à une vieille locomotive à vapeur. À bord, Tetsuro rencontre une jeune fille qui s'avère être une passagère clandestine. Elle est jetée dehors par le contrôleur, conformément à l'article 17 du code des Galaxy Express.

#### 2earrêt: Le Vent rouge de mars
La première escale du Galaxy Express 999 est sur Mars. Tetsuro en profite pour aller boire un Mars Soda dans un saloon. Flamé, la fille du barman lui fait visiter les environs. Arrivé au cimetière, Zéronimo braque Tetsuro pour lui dérober son billet. Tetsuro se débarrasse du couple, qui s'avèrent être des androïdes.

#### 3earrêt: Claire, la femme transparente au corps de verre
À bord du Galaxy Express 999, Tetsuro fait la connaissance de Claire, une serveuse au corps de cristal. Elle lui vient en aide lorsque celui-ci est agressé par un revenant qui a pris l'apparence de sa mère mais y laissera la vie.

#### 4earrêt: Le Soldat endormi de Titan
Sur Titan, Maetel est enlevée et Tetsuro assommé. Il se réveille chez une vieille femme. Elle lui donne le moyen de retrouver Maetel puis lui offre le chapeau et le cosmogun de son fils. Tetsuro délivre Maetel.

#### 5earrêt: Antarès, le grand brigand
Le Galaxy Express 999 est abordé par un pirate du nom d'Antarès. Il détourne le vaisseau direction G-11. Il regagne ainsi sa maison pour retrouver sa famille.

#### 6earrêt: Shadow de la planète des doutes
Le Galaxy Express 999 fait sa 3e escale sur Pluton, une planète froide et glacée et dernière planète du Système Solaire à être visitée par le train spatial. Sous la glace sont conservés les corps humains de ceux qui ont décidé de se faire robotiser. C'est à cet endroit que Tetsuro rencontre Shadow, la gardienne des tombeaux de glace.

#### 7earrêt: La Bibliothèque de la comète
Prochain arrêt : Comet Station, la planète d'où partent les comètes. Là-bas, ils visitent une librairie où Tetsuro est accusé de vol puis blessé par un laser. À l'hôpital, le médecin lui propose de robotiser son corps. L'agresseur et le médecin sont de mèche. Ils font des ventes forcées de corps robotisés.

#### 8earrêt: Le Chevalier Noir de Méphisto, la planète des ténèbres
Méphisto est une planète de ténèbres habitée par le Chevalier Noir qui abat Maetel. Tetsuro la venge mais celle-ci n'est pas morte. Tetsuro demande au contrôleur que cette planète soit rebaptisée la planète du Chevalier Noir.

#### 9earrêt: Beethoven au pays de l'eau
4D-3 est une planète aux puissantes radiations. C'est en son centre que le Galaxy Express 999 fait escale. Maetel et Tetsuro en profitent pour se détendre dans une source d'eau chaude. Ils sont attaqués par Beethoven, un jeune garçon qui veut devenir un grand compositeur.

#### 10earrêt: L'Illusion du monde des 4 tatamis et demi
La Planète de Demain, prochain arrêt, est une planète qui ignore l'existence du Galaxy Express 999. Cette planète est superbe et fait que l'attention de Maetel et Tetsuro se relâche. Ils se font voler leurs billets. Ils devront vivre parmi les habitants quelques jours qui seront merveilleux. Ils s'installent dans une pension où ils rencontrent Adachi.

### 2. La Reine de la planète préhistorique

#### 1erarrêt: Le Chant d'El Alamein
Toshiro et Maetel font escale sur une planète où vivent des armes de guerres robotisées.

#### 2earrêt: Les1 765 000 000habitants de la planète Lumpen
La planète Lumpen est la planète des mendiants. L'un d'eux embarque clandestinement sur le Galaxy Express 999 avec sa compagne pour braquer les passagers.

#### 3earrêt: Les Vaches géantes des pâturages spatiaux
Le Galaxy Express fait escale sur une étrange planète creuse où la surface habitable est à l'intérieur de la sphère et où les habitants et les animaux sont rond comme des ballons.

#### 4earrêt: Le Tombeau des feuilles mortes
La planète végétale a disparu. Il ne reste plus que des millions de feuilles dans l'espace. Un habitant de cette planète, Yutaka Moriki, au corps de bois, embarque sur le Galaxy Express.

#### 5earrêt: L'Écrivain de la planète des mirages
Sur la planète des mirages, Tetsuro et Maetel rencontrent Shôsetsu Yoi, un écrivain qui vit en ermite sur cette planète. Il vole le billet de Tetsuro pour embarquer à sa place sur le Galaxy Express.

#### 6earrêt: Noollba, la planète informe
De passage sur la planète informe, Maetel et Tetsuro se font voler leur apparence et leur place par des autochtones.

#### 7earrêt: Le Guerrier des fossiles
Le train de l'espace a un accident sur une planète de fossiles. Tetsuro y est attaqué par un guerrier qui le prend pour un voleur de fossiles.

#### 8earrêt: Une planète nommée Curiosité
Maetel, Tetsuro et le contrôleur sont confrontés à une planète qui semble être habité par une conscience.

#### 9earrêt: Les Âmes professionnelles
La planète du souvenir est habitée par des humains qui sont passionnés par leurs métiers, de véritables professionnels. Tetsuro y apprendra l'art du duel au colt.

#### 10earrêt: La Reine de la planète préhistorique
La planète séparation est amputée de sa moitié. Lors de leur escale, Tetsuro et Maetel se retrouvent au sein d'une nature luxuriante. Ils sont attaqués par une tribu d'humanoïdes préhistoriques

### 3. La Planète cuirassée

#### 1erarrêt: Les Sœurs de Yami-Yami
La planète Yami-Yami est une planète de ténèbres. Tetsuro y rencontre Miru et Lélan, deux sœurs qui vivent sur cette planète où la lumière est complètement absente. Lélan a décidé de fabriquer une machine qui fabrique de la lumière. La mère de Miru demande à Tetsuro de l'en empêcher.

#### 2earrêt: Le Tombeau du fond de la gravité
Le Galaxy Express 999 déraille. Il est tombé dans le fond de la gravité. Un autre train, le Galaxy Express 776, échoue et percute le 999. À son bord, il ne reste que des cadavres. Il y rencontre Luz, une androïde capable de contrôler le temps et qui exige que Tetsuro la suive.

#### 3earrêt: La Planète Cuirassée
Alors qu'ils visitent la planète Cuirassée, Maetel et Tetsuro sont attaqués par des insectes en métal. Maetel est grièvement touchée. Tetsuro part à la recherche d'un médecin pour la sauver. Il rencontre le docteur Subari et son fils Nootale, tous deux robotisés.

#### 4earrêt: La Maetel de boue
Le prochain arrêt du train de l'espace est sur une planète où la pluie tombe éternellement. Alors qu'il est seul dans sa chambre d'hôtel, Tetsuro est contacté par téléphone par une jeune fille, appelée également Maetel, qui lui demande son aide. Maetel enlève Tetsuro et le séquestre dans sa maison, une bulle d'air dans un lac de boue.

#### 5earrêt: Les Rues de Kei
Sur Luciole Mariko, Tetsuro rencontre Freia, une jeune fille qui lui propose d'acheter un storyboard qui raconte l'histoire de son chat.

#### 6earrêt: Queen Emeraldas, le vaisseau pirate
Le Galaxy Express 999 fait un arrêt dans l'espace pour être armé d'un wagon équipé de canons car le train spatial va traverser un territoire fréquenté par les pirates de l'espace. Quelque temps plus tard, le vaisseau est attaqué par le Queen Emeraldas, le vaisseau d'Emeraldas, la femme pirate. Le 999 est obligé d'atterrir et Maetel et Tetsuro sont capturés par le vaisseau pirate. Maetel est de nouveau tuée et Tetsuro tente, en vain, de la venger. Pourtant, il finira par découvrir que les androïdes de remplacement d'Emeraldas ont pris le contrôle du vaisseau, profitant du fait qu'Emeraldas est affaiblie. Maetel, qui n'est pas morte, vient, une fois de plus, secourir Tetsuro.

### 4. Lalla et la planète double

#### 1erarrêt: Au pays de la pénitence
Maetel, Tetsuro et le contrôleur, qui prend quelques jours de congés, font escale sur une planète qui semble en tout point parfaite mais la perfection s'avère être une forme d'enfer.

#### 2earrêt: Le Miroir aux oisifs
Tetsuro découvre une planète où les robots font tout et les humains sont devenus de vraies montagnes de graisse.

#### 3earrêt: Le Continent de Sakezan
Tetsuro fait la connaissance de Sakezan, l'homme singe alcoolique et Liza, sa captive.

#### 4earrêt: Lalla et la planète double
La planète double, ce sont deux planètes tellement proches l'une de l'autre qu'elles partagent, en leur jonction, la même atmosphère. Les gens qui y vivent sont tous beaux. Lalla, au corps robotisé, prend possession du corps de Tetsuro pour redevenir humaine. Un autre savant du nom de Mestor l'aidera à inverser le processus.

#### 5earrêt: Les Colons de Sisyphe
Tetsuro et Maetel font escale sur une planète où les humains ont des corps de pierre. Gonbé, l'un des derniers survivants, continue à cultiver cette planète aride.

#### 6earrêt: La Planète à navigation interdimensionnelle
Le prochain arrête, la planète Océane, a disparu. Le Galaxy Express 999 atterrit sur une planète qui n'est pas prévue sur leur trajet. Elle est habitée par la reine Égotérina III, reine de la planète à navigation interdimensionnelle.

#### 7earrêt: La Ballade du squelette
Prochain arrêt la planète chantant une ballade d'antan où Tetsuro fait la connaissance de Horo-Horo, un squelette qui vend des œufs.

### 5. La Terre promise du silence

#### 1erarrêt: Les Enterrements de la planète embrumée
Maetel et Tetsuro font escale sur une planète où les habitants passent leur temps à célébrer des enterrements, quitte à les provoquer en commanditant des assassinats.

#### 2earrêt: Le Carrefour de Trader
Trader est un planète où le trafic est intense. Tetsuro est entraîné sur une planète voisine, la planète des Fleur-Sauvages, par une femme qui veut le faire passer pour son époux.

#### 3earrêt: Kishibojin et la ville des neiges
Sur une planète de glace, Tetsuro rencontre Yuki et sa mère, Bojin, qui veulent s'emparer de son billet pour le 999.

#### 4earrêt: Un ange cuirassé
Sur une planète usine, Tetsuro survit à un attentat contre l'hôtel où il loge, revendiqué par un groupe de révolutionnaires mené par la jeune et belle Kurô-Maria.

#### 5earrêt: Une planète rognée dans l'espace figé
Le 999 fait escale sur la planète Croquée qui est sur le point de disparaître.

#### 6earrêt: La Planète de la colère
Maetel et Tetsuro visitent une planète où les habitants sont agressifs et bagarreurs.

#### 7earrêt: Filament, monde des esprits
Le 999 est assailli par d'étranges passagers clandestins et est ensuite attaqué par plusieurs vaisseaux. Tetsuro est enlevé pour utiliser son corps.

#### 8earrêt: La Terre promise du silence
Tetsuro est condamné à la pendaison sur une planète ou le silence est une loi.

### 6. La Sorcière de Plated City

#### 1erarrêt: La Sorcière de Plated City
Plated City est une planète qui brille de mille feux. Les gens qui y vivent sont si brillants qu'ils prennent les autres qui n'ont pas leur rayonnance pour des êtres inférieurs. Mais cet or est un plaquage. Wheel Lock, un pauvre voleur, dérobe la valise de Maetel mais Tetsuro le rattrape vite. Tetsuro en tentant de la récupérer est stupéfait de constater qu'elle "parle". Tetsuro est sauvé par la mère de Wheel Lock avec qui il finit par se lier d'amitié. Ensemble, ils décident de détruire le dispositif qui donne cet aspect doré à la planète afin de faire disparaître les inégaités sociales entre les habitants.

#### 2earrêt: La Montagne de vis d'Uratless
Le 999 fait escale sur Uratless pour y faire des réparations. Cette planète est spécialisée dans la fabrication de vis. Les gens les utilisent pour leurs constructions — et comme nourriture. Il y pleut même des vis. Tetsuro rencontre Rasen, une jeune fille qui fabrique des vis et qui lui explique comment les habitants d'Uratless vivent. Mais cette charmante jeune fille lui vole son billet.

#### 3earrêt: Le Grand Cyclopros
Ghost Colony est une planète désaffectée. Personne n'y vit. Pourtant Maetel et Tetsuro y rencontreront des centaines d'hommes qui ressemblent tous au docteur Cyclopros, le créateur de cette planète. Maetel et Tetsuro retrouvent Cyclopros qui leur avoue avoir mené des expériences de clonage.

#### 4earrêt: Le Manoir de la vie de Mii
Maetel et Tetsuro font escale sur une planète charmante, fleurie et à l'architecture enfantine. Mii, une des passagères, y dépose un chat. Tetsuro constate qu'il y en a beaucoup aux alentours de la gare et de l'hôtel — ainsi que d'autres animaux de compagnie de toutes sortes. Mii apprend à Tetsuro que ces animaux ont quitté leurs maîtres pour aller vivre dans un monde meilleur. C’est elle qui les accompagne vers leur dernière demeure.

#### 5earrêt: L'Empire du lâche
Prochain arrêt : chez le roi des lâches. Mais à proximité de la planète, le train se disloque et ses éléments sont attirés par une planète aux allures mortelles. Sur cette planète, Tetsuro, Maetel et le contrôleur sont accueillis par Der Mukade, le grand chef de la planète. Son désir est de s'approprier le corps de Tetsuro.

#### 6earrêt: Kasumi de la Cité des Brumes
Cette planète donne le tournis à Tetsuro et les revêtements de sols qui croulent sous ses pieds n'arrangent rien. Arrivés à l'hôtel, on leur vole leurs valises. Rien ne pourra arrêter Tetsuro sur cette planète où sa force semble décuplée.

#### 7earrêt: Le Maire des maisons rondes
Arrivé sur la planète Maisons Rondes, Maetel est enlevée par des révolutionnaires. Tetsuro se rend chez le maire mais manque son atterrissage et déboule chez un habitant d'une des planètes rondes. Sa planète est attirée par celle du maire, un homme robot sans cœur.

### 7. La Chevauchée spatiale des Walkyries

#### 1erarrêt: Le C62 se rebelle
Le 999 s'arrête. Est-il en panne ? En réalité, il s'agit d'un test pour Tetsuro. Peu après, la locomotive s'en va en laissant ses wagons. Tetsuro, Maetel et le contrôleur s'occupent en jouant à toutes sortes de jeu. Après 74 heures, la locomotive revient chercher ses wagons et le train de l'espace repart. Le test de Tetsuro était de voir s'il savait passer le temps. Le prochain arrêt annoncé est "Les Souvenirs de Female" mais Maetel est perplexe : cet arrêt n'est pas prévu.

#### 2earrêt: Les Souvenirs de Female
Le contrôleur est très enjoué au contact d'une passagère du nom de Female qui semble pourtant fort désagréable. Elle se rend sur "Visage des souvenirs". Elle provoque un déraillement du train et rend la vie dure au contrôleur et aux passagers. Pourtant, le contrôleur finira par laisser son enthousiasme de côté pour remettre Female à sa place. Female s'avère être l'ex petite amie déguisée du contrôleur.

#### 3earrêt: La Chevauchée spatiale des Walkyries
Tetsuro et Maetel arrivent à la gare Montagne d'Arbres Morts. À sa sortie, ils y rencontrent un jeune troubadour du nom de Prider qui monte à bord du 999. Après s'être éloigné de la planète, le train est pris en chasse par trois Walkyries. Elles abordent le train et viennent à la rencontre de Maetel qu'elles sont venues chercher. Arrivés au vaisseau-mère des Walkyries, les quatre occupants du 999 débarquent du train pour aller rencontrer la Walkyrie. Le Galaxy Express s'éloigne et les Walkyries emmènent les occupants du train aux confins de l'Univers.

#### 4earrêt: Kira, de la colline sous le vent
Le 999 fait escale sur une planète où la pire des tempêtes correspond à une légère brise pour eux. Ils s'y font voler, une fois de plus, leurs billets.

#### 5earrêt: La Planète du lendemain
Maetel et Tetsuro font escale sur une planète où tout semble en piteux état. Ils y rencontrent Nami, la fille de l'aubergiste. À la suite d'un typhon qui ne touche que l'hôtel, leurs billets sont perdus.

#### 6earrêt: Les Cobayes d'une guerre sans fin
Zéda est un soldat courageux de Rifle Grenade, une planète où règne la guerre qui est devenue un spectacle pour touristes. Observé par Tetsuro et Maetel, il devient fou de rage et pénètre dans l'hôtel pour les éliminer. Finalement, Tetsuro et lui deviendront amis et il l'accompagnera sur le champ de bataille.

### 8. Artémis et la mer transparente

#### 1erarrêt: Le Fantôme du tunnel
Un bruit assourdissant croise le trajet du 999 qui se retrouve ensuite bloqué dans un tunnel étrange dans lequel ils rencontrent la belle Irose.

#### 2earrêt: Artémis et la mer transparente
Le 999 est dépassé par des missiles de défenses envoyés par le corps de défense des Galaxy Express. Ces missiles détruisent une forme gélatineuse qui s'avère être vivante. L'un de ses éléments pénètre dans le train et supplie ses occupants de les aider à rejoindre leur mère.

#### 3earrêt: La Planète du reflet de Tetsuro
Tetsuro atterrit sur une planète où il va rencontrer son sosie, Manabu Sunaya, dont le grand frère est mort avant d'atteindre la gare où, ensemble, ils devaient embarquer sur le 999.

#### 4earrêt: Le Conte d'un été sans fin
Le 999 fait escale sur la planète de l'Eté sans Fin où les occupants sont accueillis par un chant de cigales. Pourtant dans cette quiétude, Maetel se fait enlever par une abeille géante.

#### 5earrêt: L'Empire du sang froid
Prochain arrêt : L'Empire du Sang Froid, une planète recouverte de volcans et habitée par des dinosaures. Tetsuro va faire la connaissance avec l'un d'eux.

#### 6earrêt: Bruits de pas dans le village Bruit-de-Pas
Prochain arrêt : Le village Bruit-de-Pas, une sombre et triste planète qui semble inhabitée et hantée par des bruits de pas. Ces mystérieux bruits de pas attirent Tetsuro vers ce qui semble être un danger selon Maetel.

### Volume 9

#### 1erarrêt: L'Obscure ville sans nuit
Prochain arrêt : La Ville Sans Nuit, une planète très brillante où régit la loi du sommeil absolu, que viole Tetsuro sans le savoir. Il est arrêté par les autorités mais Maetel viendra le libérer. Cette loi est appliquée pour protéger la pudeur de Hérong, monstre du lac.

#### 2earrêt: Le Récital de "La harpe de la sorcière"
Sur une planète qui semble abandonnée, Tetsuro et Maetel sont abattus. Ils se réveillent dans l'hôtel qui semble lui aussi abandonné. Pourtant, ils sont servis à table par des autochtones qui semblent affamés. Tetsuro décide d'aller à la rencontre de la reine Métamélaïna pour comprendre ces restrictions.

#### 3earrêt: Dailoose, moine de l'espace
Un passager du 999 dérange les autres passagers avec sa cloche très bruyante en récitant des poèmes. Maetel, Tetsuro et le contrôleur tentent de trouver une solution.

#### 4earrêt: La Ville des gentilles fleurs
Le 999 atterrit sur une planète recouverte de fleurs. Dans leur chambre d'hôtel, Maetel et Tetsuro sont victimes d'une explosion. Lorsque Tetsuro reprend connaissance, Maetel et leurs bagages ont disparu et dehors les champs de fleurs sont la proie des flammes.

#### 5earrêt: Africa, la nébuleuse noire
Le train de l'espace arrive à proximité d'une nébuleuse noire qui a la forme du continent africain au centre de laquelle il y a la planète Kilimandjaro. Le 999 y fait un atterrissage catastrophique. Sur place, Tetsuro rencontre des phasmes humanoïdes.

### Volume 10

#### 1erarrêt: Cheyenne, le pays aquatique
Le Galaxy Express 999 est dans l'obligation d'atterrir sur une planète qui n'est pas prévue sur son itinéraire. Ils sont accueillis par un peuple aquatique qui veut voyager dans l'espace.

#### 2earrêt: La Reine buveuse de vie
Prochain arrêt : Pluie-lès-Bains, la planète où il n'arrête jamais de pleuvoir. Maetel et Tetsuro devront même échapper à une inondation.

#### 3earrêt: Le Pirate du château du temps
Prochain arrêt : Le carrefour de Trader sur la planète Heavy Melder. Une fois sur cette planète, le contrôle du Galaxy Express sera confié au bureau d'Andromède. À bord du train spatial, il y a beaucoup d'animation. Un des passagers apostrophe Tetsuro. Il porte un cosmodragoon. Pourrait-il s'agit d'Albator ? Arrivé dans une ville qui ressemble à Gun Frontier, Maetel abandonne Tetsuro pour un temps mais une fois partie, Tetsuro s'inquiète pour elle et part à sa recherche. Il croise une jeune fille dans un saloon qu'il prend pour Maetel, il s'agit de Reluz, la grande sœur de Luz. Elle l'informe que Maetel est parti au château du temps. Tetsuro décide d'aller la rejoindre. Sur place, Maetel rencontre un androïde qui se fait passer pour Albator.

#### 4earrêt: La Femme des neiges d'Andromède
Prochain arrêt : Snow Inca, planète où vit la femme des neiges. Tetsuro rencontre cette étrange femme qui transforme les humains en androïdes.

### Volume 11

#### 1erarrêt: Le Petit monde de Yaya Ball
Le Galaxy Express 999 continue sa course dans la galaxie d'Andromède. Le contrôleur est étonné du prochain arrêt annoncé par la locomotive : Le Petit monde de Yaya Ball. Maetel connaît Yaya Ball, un mégalomane lâche qui semblait s'être débrouillé pour imposer un arrêt au 999.

#### 2earrêt: Flying Croc
Prochain arrêt : Kuima. Tetsuro a faim ! Arrivé sur la planète, il est attiré par l'odeur des nombreux restaurants et finit par s'empiffrer. Alors qu'il fait une sieste digestive, il constate que sur cette planète planent des chats volants.

#### 3earrêt: L'Ascenseur de la4edimension
Prochain arrêt : La Ville Sans Fond. Arrivé à l'hôtel, Tetsuro a le malheur d'emprunter un ascenseur qui le mènera dans un drôle d'endroit. Maetel emprunte le même ascenseur pour tenter de le retrouver. Elle rencontre Quizaluna qui sait où Tetsuro se trouve.

#### 4earrêt: Le Monstre de Loose Zone
Prochain arrêt : Loose Zone. Tetsuro a disparu du 999. Il est tombé du train et finit par errer à l'intérieur du bouclier spatial. Le 999 atterrit sur une planète recouverte d'ordures.

#### 5earrêt: Les Mille et une nuits d'Andromède
Prochain arrêt : Ali Baba. Le train est attaqué et il atterrit en catastrophe sur la première planète venue. Le train s'écrase dans un désert habité par des oiseaux gigantesques.

## Adaptations
Dès 1978, Galaxy Express 999 sera adapté en pas moins de 113 épisodes pour la télévision, quatre téléfilms, ainsi que trois longs métrages, de multiples courts-métrages et récemment (2004) en une série parallèle en treize épisodes, Space Symphony Maetel, consacrée à la jeunesse de Maetel.

### Série animée
- Galaxy Express 999 (série télévisée d'animation)

### Films
- Galaxy Express 999 (film, 1979)
- Adieu Galaxy Express 999
- Galaxy Express 999 : Eternal Fantasy

### OVA
- Maetel Legend
- Space Symphony Maetel

### Documentation
- Paul Gravett (dir.), « De 1970 à 1989 : Galaxy Express 999 », dans Les 1001 BD qu'il faut avoir lues dans sa vie, Flammarion, 2012 (ISBN 2081277735), p. 385.